# Judas (ouverture)
Pour les articles homonymes, voir Judas (homonymie).
Un judas est une petite ouverture pratiquée dans une paroi, généralement une porte, permettant de voir sans être vu.

## Étymologie
Permettant de voir sans être vu, en « trahissant » ainsi la relation, le dispositif tient son nom de Judas Iscariote, celui des douze apôtres de Jésus de Nazareth qui, selon les évangiles canoniques, aurait facilité l'arrestation de ce dernier. En anglais, le terme est « peephole » (« to peep » / « regarder à la dérobée », et « hole » / « trou »). En italien le spioncino fait, lui, référence à l'« espion ».

## Évolution
À l'origine, c'est une petite ouverture pratiquée dans un plancher pour voir ce qui se passe au-dessous ou dans une porte pour voir ce qu'il y a derrière. Les judas étaient couramment fermés d’un grillage et d’une trappe amovible.
Le judas optique désigne un dispositif optique à lentilles remplissant la même fonction. Également appelé œilleton, œil de bœuf ou « œil magique » au Canada,, il comporte un objectif fisheye (dit « œil de poisson »), et un oculaire, nommé aussi « œilleton ».
Il existe aussi des judas numériques, associant une caméra et un enregistreur capable de prendre une photo ou une vidéo de ce qui se passe de l’autre côté de la porte.

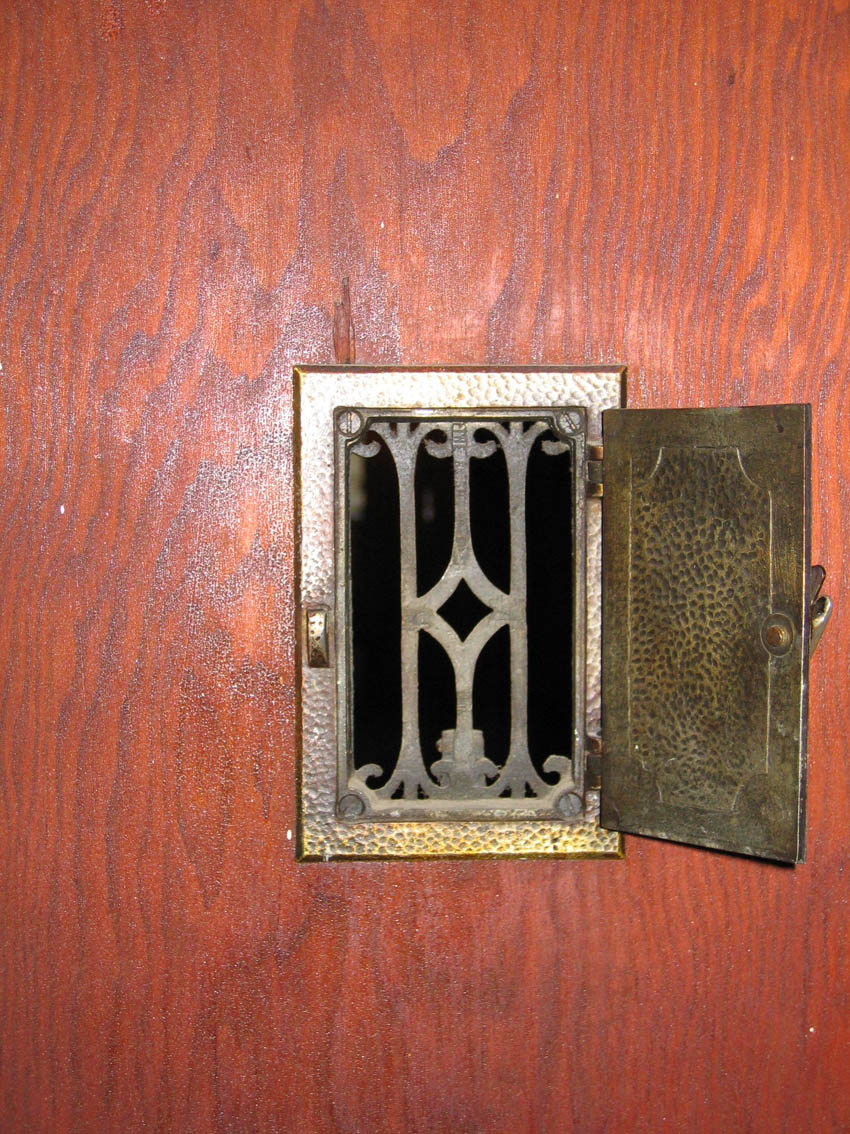
Judas sur une porte ancienne.
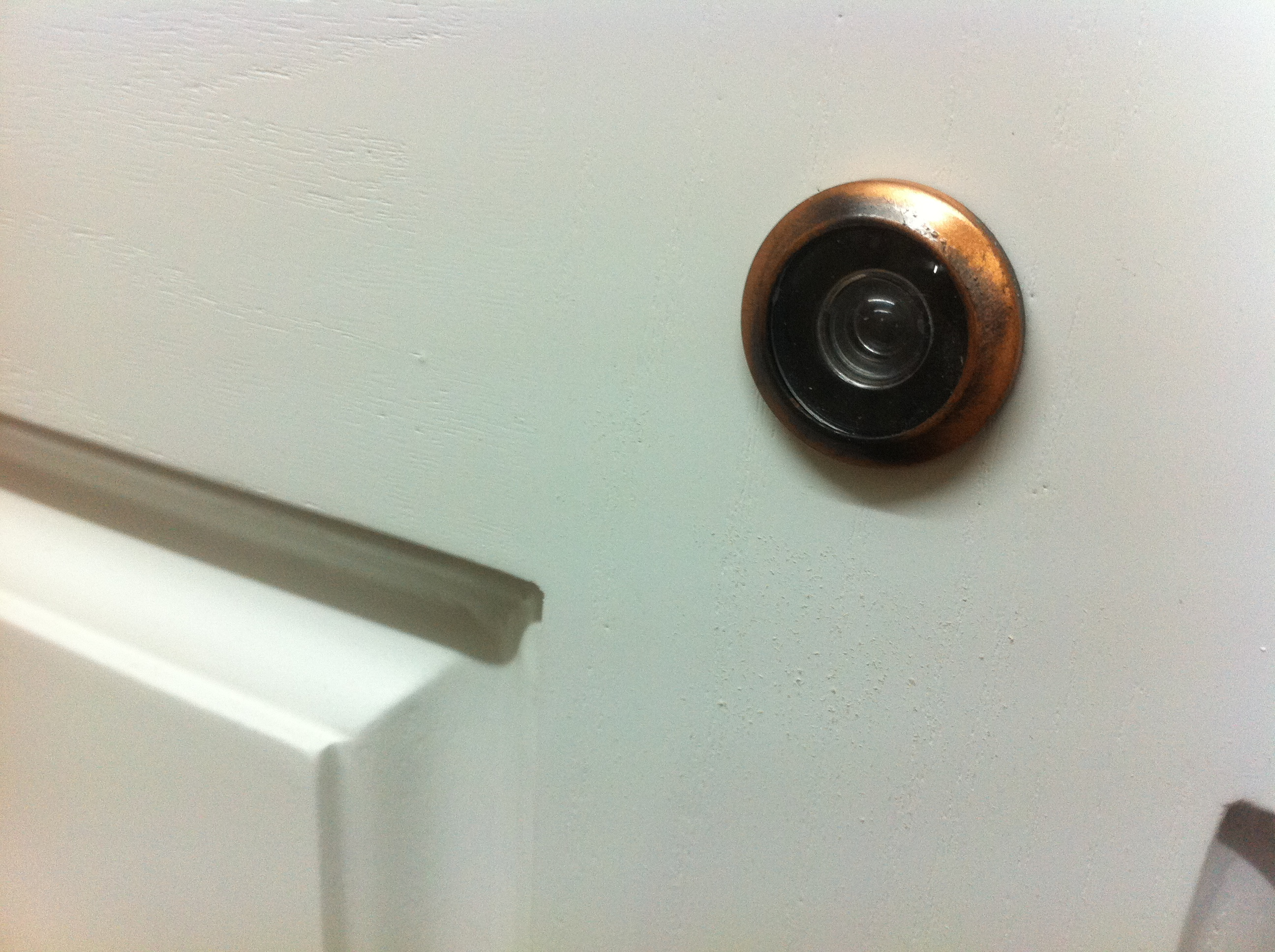
Judas optique dans une porte.
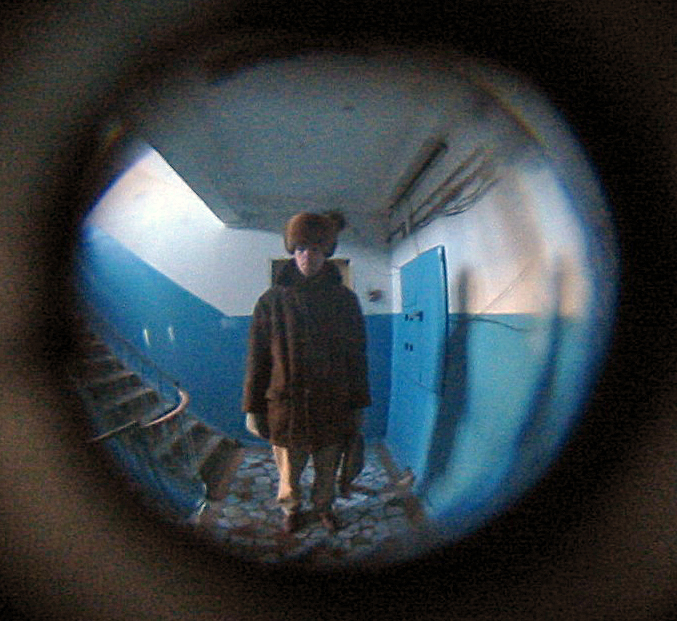
Vue typique à travers un judas optique.
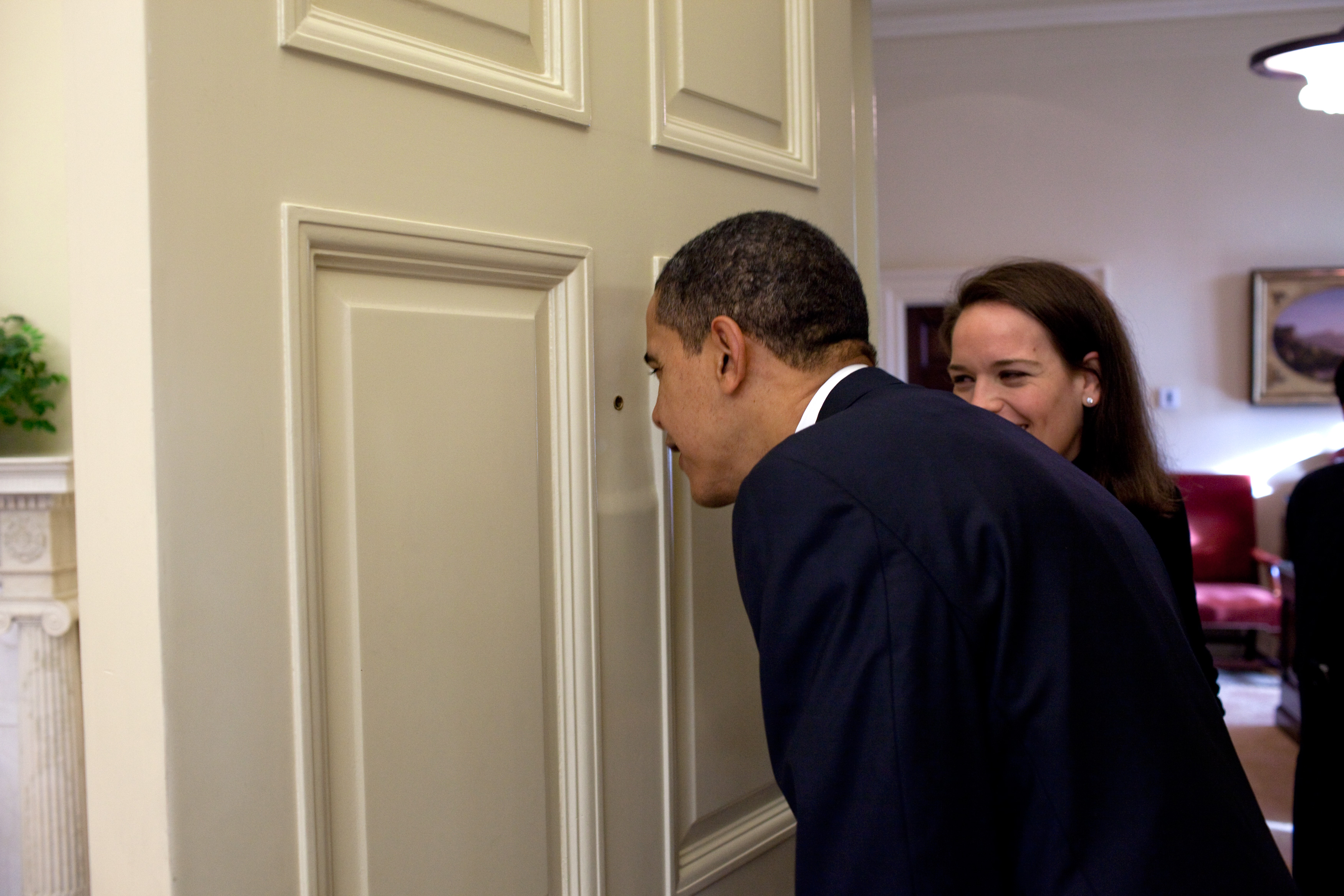
Barack Obama regardant à travers le judas optique du Bureau ovale.